# Larmor (cràter)

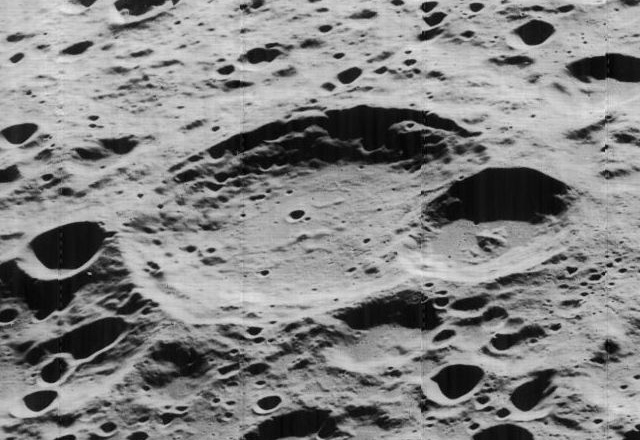
Imatge obliqua de la missió Lunar Orbiter 5, mirant a l'oest

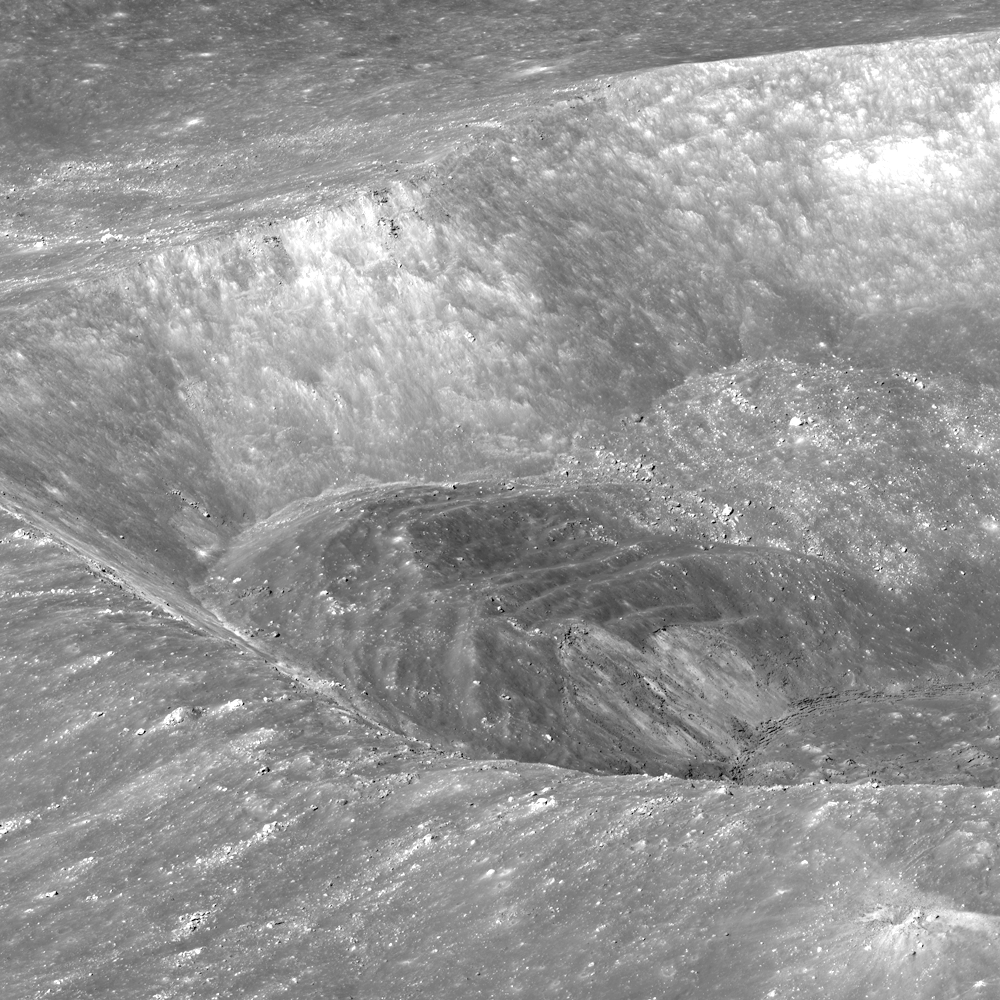
Vista obliqua de Larmor Q

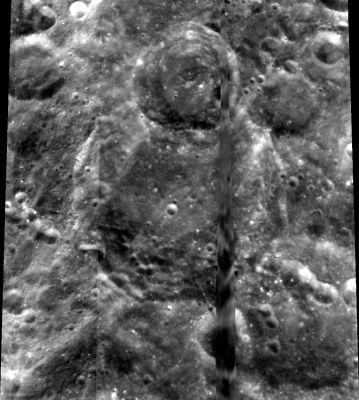
Fotografia de la missió Clementine (1994)

Larmor és un cràter pertanyent a la cara oculta de la Lluna. Es localitza a l'est-sud-est de Shayn i al nord de Dante. S'anomena en honor del físic Joseph Larmor.

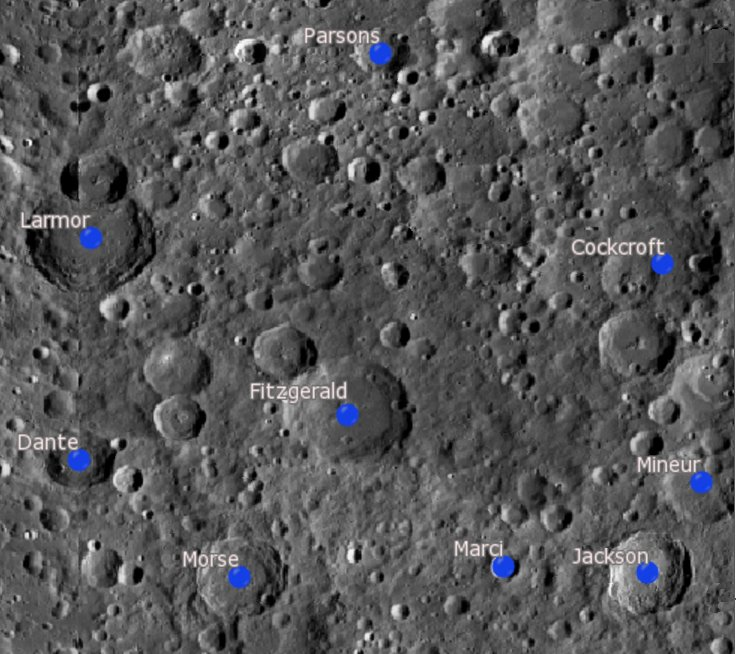
Localització de Larmor (quadrant superior esquerre de la imatge)

El brocal de Larmor està travessat pel cràter satèl·lit Larmor Z. La vora restant està lleugerament desgastada, particularment al sud-oest, i la paret interior és una mica més ampla en l'extrem sud, mostrant una sèrie d'estructures terraplenades. Prop del punt central de la plataforma interior, d'altra banda relativament anivellada, se situen alguns pujols baixos.
El cràter satèl·lit Larmor Q, situat a mig diàmetre del cràter al sud-oest de Larmor, es troba al centre d'un sistema de marques radials. Els seus rajos apareixen principalment en els sectors nord i sud-est, amb un arc de 120° a l'oest lliure del material dels rajos.

## Cràters satèl·lit
Per convenció aquests elements són identificats en els mapes lunars posant la lletra en el costat del punt central del cràter que està més proper a Larmor.
|        | \| Larmor \| Coordenades \| Diàmetre \| \| ------ \| -------------------------------------- \| -------- \| \| K \| 30° 18′ N, 179° 00′ O / 30.3°N,179.0°O \| 24 km \| \| Q \| 28° 36′ N, 176° 12′ E / 28.6°N,176.2°E \| 22 km \| \| W \| 33° 18′ N, 177° 36′ E / 33.3°N,177.6°E \| 27 km \| \| Z \| 33° 42′ N, 179° 48′ O / 33.7°N,179.8°O \| 49 km \| |          |
| Larmor | Coordenades | Diàmetre |
| K      | 30° 18′ N, 179° 00′ O / 30.3°N,179.0°O | 24 km    |
| Q      | 28° 36′ N, 176° 12′ E / 28.6°N,176.2°E | 22 km    |
| W      | 33° 18′ N, 177° 36′ E / 33.3°N,177.6°E | 27 km    |
| Z      | 33° 42′ N, 179° 48′ O / 33.7°N,179.8°O | 49 km    |